# Monterrico
Monterrico est une ville et une municipalité argentine située dans la province de Jujuy et dans le département d'El Carmen.

## Festival national du tabac
Le festival national du tabac (Fiesta nacional del tabaco) a lieu chaque mois de mai : c'est un festival de musique et de gauchaje. Les habitants de Perico, El Carmen, San Salvador de Jujuy, Güemes et autres se réunissent lors de cette grande fête en l'honneur du tabac, une plante qui fait bouger toute l'économie régionale. Monterrico est la capitale provinciale du tabac, c'est-à-dire l'endroit où l'on cultive le plus cette plante aux caractéristiques vives et aux fleurs.
Une autre des grandes attractions de cette ville sont les corsos gratuits pendant la saison du carnaval.

## Sismologie
La sismicité de la province de Jujuy est fréquente et de faible intensité, avec un silence sismique de séismes moyens à graves tous les 40 ans.
- Séisme de 1863 : bien que de telles catastrophes géologiques se produisent depuis la préhistoire, le séisme du 4 janvier 1863[1], a marqué une étape importante dans l'histoire des événements sismiques à Jujuy, classé 6,4 sur l'échelle de Richter. Mais même en prenant les meilleures précautions nécessaires et/ou en restreignant les codes de construction, aucun changement ne s'est fait ressentir[2]
- Séisme de 1948 : séisme qui s'est produit le 25 août 1848 et qui est classé 7,0 sur l'échelle de Richter, il a détruit des bâtiments et ouvert de nombreuses fissures dans de vastes zones[1],[2]
- Séisme de 2009 : apparu le 6 novembre 2009 et classé 5,6 sur l'échelle de Richter.

## Paroisses de l'Église catholique
| Diocèse  | Jujuy               |
| -------- | ------------------- |
| Paroisse | San Isidro Labrador |